# Lector in fabula
Lector in fabula. La cooperación interpretativa en el texto narrativo (título original en italiano: Lector in fabula. La cooperazione interpretativa nei testi narrativi), más conocido como Lector in fabula, es un ensayo del semiólogo y escritor italiano Umberto Eco, publicado en 1979.
A partir de principios semióticos descritos previamente por el autor en La estructura ausente (1968) y Tratado de semiótica general (1975), Eco teorizó en Lector in fabula sobre la cooperación entre texto y lector en la narrativa y desarrolló una semiótica textual narrativa, un modelo de cooperación interpretativa para los textos narrativos.
El texto literario, en particular el narrativo, había ocupado partes o capítulos de la reflexión semiótica de Eco en obras anteriores, como Obra abierta. Forma e indeterminación en las poéticas contemporáneas (1962), La estructura ausente. Introducción a la semiótica (1968), La forma del contenido (1971) y el Tratado de semiótica general (1975). También Apocalípticos e integrados (1964), aunque en el ámbito de la comunicación de masas, aludía la cuestión. En Lector in fabula, la apertura de los textos y la cooperación que suscitan con el lector se convierten en el eje vertebrador de su reflexión semiótica.
El semiólogo español Manuel Sito Alba señala que, como en otros estudios, en Lector in fabula Eco se apoyó en las teorías de Charles Sanders Peirce para realizar un análisis semiótico de la cooperación textual. Considerando el hecho narrativo como un acto de comunicación, Eco plantea que el mensaje de esa comunicación, el texto literario, considerado semióticamente como signo, se dirige a un receptor, el lector; en la mente del lector, lo que se crea es un signo equivalente al emitido, o incluso más desarrollado (lo que Peirce llamaba signo interpretante). De ahí que, dado que el destinatario es quien actualiza el texto, su funcionalidad sea esencial, y deba ser contemplada por el emisor, el autor, al realizar su texto. El autor, así, debe prever en la confección del texto al lector; debe contemplar que los códigos del lector pueden ser diferentes a los propios. De ese modo, tanto el autor como el lector están presentes en la estrategia textual.